# Vùng của Triều Tiên
Triều Tiên theo truyền thống được chia thành một số vùng không chính thức, phản ánh ranh giới lịch sử, địa lý và phương ngữ trên bán đảo.  Nhiều tên vùng ngày nay không còn được sử dụng. Honam, Yeongdong, Yeongnam, và thuật ngữ hiện đại Sudogwon là những từ duy nhất được sử dụng rộng rãi tại Hàn Quốc.
Tên gọi của bát đạo Triều Tiên cũng thường được sử dụng với vai trò là biệt danh của vùng.

## Danh sách tám vùng
| Vùng     | RR       | MC       | Hangul | Hanja | Hán - Việt | Thành phố và Tỉnh                                      | Ngày nay thuộc về |
| -------- | -------- | -------- | ------ | ----- | ---------- | ------------------------------------------------------ | ----------------- |
| Haeso    | Haeseo   | Haesŏ    | 해서   | 海西  | Hải Tây    | B. Hwanghae và N. Hwanghae                             | CHDCND Triều Tiên |
| Kwanso   | Gwanseo  | Kwansŏ   | 관서   | 關西  | Quan Tây   | Bình Nhưỡng, Nampho, B. Pyongan, N. Pyongan và Chagang | CHDCND Triều Tiên |
| Kwanbuk  | Gwanbuk  | Kwanbuk  | 관북   | 關北  | Quan Bắc   | Rason, B. Hamgyong, N. Hamgyong và Ryanggang           | CHDCND Triều Tiên |
| Gwandong | Gwandong | Kwandong | 관동   | 關東  | Quan Đông  | Kangwon (Bắc)                                          | CHDCND Triều Tiên |
| Gwandong | Gwandong | Kwandong | 관동   | 關東  | Quan Đông  | Gangwon (Nam)                                          | Hàn Quốc          |
| Gyeonggi | Gyeonggi | Kyŏnggi  | 경기   | 京畿  | Kinh kỳ    | Kaesong                                                | CHDCND Triều Tiên |
| Gyeonggi | Gyeonggi | Kyŏnggi  | 경기   | 京畿  | Kinh kỳ    | Seoul, Incheon, Gyeonggi                               | Hàn Quốc          |
| Hoseo    | Hoseo    | Hosŏ     | 호서   | 湖西  | Hồ Tây     | Daejeon, Sejong, B. Chungcheong và N. Chungcheong      | Hàn Quốc          |
| Honam    | Honam    | Honam    | 호남   | 湖南  | Hồ Nam     | Gwangju, Jeonbuk, Jeolla Nam và Jeju                   | Hàn Quốc          |
| Yeongnam | Yeongnam | Yŏngnam  | 영남   | 嶺南  | Lĩnh Nam   | Busan, Daegu, Ulsan, B. Gyeongsang và N. Gyeongsang    | Hàn Quốc          |

## Các vùng khác
| Vùng      | RR        | MC       | Hangul | Hanja | Hán - Việt | Mô tả                         |
| --------- | --------- | -------- | ------ | ----- | ---------- | ----------------------------- |
| Kwannam   | Gwannam   | Kwannam  | 관남   | 關南  | Quan Nam   | Phần phía nam của Kwanbuk     |
| Kwanbuk   | Gwanbuk   | Kwanbuk  | 관북   | 關北  | Quan Bắc   | Phần phía bắc của Kwanbuk     |
| Yeongseo  | Yeongseo  | Yŏngsŏ   | 영서   | 嶺西  | Lĩnh Tây   | Phần phía tây của Gwandong    |
| Yeongdong | Yeongdong | Yŏngdong | 영동   | 嶺東  | Lĩnh Đông  | Phần phía đông của Gwandong   |
| Giho      | Giho      | Kiho     | 기호   | 畿湖  | Kỳ Hồ      | Gyeonggi và Hoseo             |
| Jeju      | Jeju      | Cheju    | 제주   | 濟州  | Tế Châu    | Đảo Jeju (một phần của Honam) |